# Angry Birds Epic
Az Angry Birds Epic egy ingyenesen letölthető IOS-en vagy Androidon játszható taktikai RPG (Role Playing Game, szerepjáték).
A játékban a klasszikus Angry Birdsből megismert madarak és malacok láthatóak, fantasy kivitelben. A játékban minden karakternek van egy támadó és egy segítő képessége.

## Tárgyak

### Fegyverek
A fegyverek (támadó vagy védekező) a madárnak több támadóerőt, vagy életet adnak. Kétféleképpen lehet őket szerezni: vagy az ember készíti nyersanyagokból, vagy a szerencsemalacból sorsolja. Léteznek speciális, "készlet fegyverek" is. Ezek párban hatásosak, így páronként egy speciális képességet kap a játékos összes csatatéren lévő madara.

## A karakterek
Minden karakternek hat szintje van. A szinteken különböznek a képességek.
- Red
- Chuck
- Matilda
- Bomb
- Jim, Jake & Jay

| Karakter        | Szint                          | Támadó képesség - segítő képesség | Ár                                       |
| --------------- | ------------------------------ | --- | ---------------------------------------- |
| Red             | Lovag (Knight)                 | Támadás: Támad a támadó-erejének 115%-ával. Kényszeríti a célpontot, hogy Redet támadja 3 körig - Védelem: a célpont 2 körön keresztül 55%-kal kevesebbet sebesül. | -                                        |
| Red             | Őrző (Guardian)                | Túlerő: Támad a támadó-erejének 110%-ával. A célpont ereje 25%-kal csökken 2 körön át. - A bátorság területe: Minden madár 25%-kal kevesebbet kap a támadás erejéből 3 körig. | 100 Snoutling                            |
| Red             | Szamuráj (Samurai)             | Sárkány csapás: 3-szor támad a támadó-erejének 50%-ával. - Védelmi formáció: a célpontot 50%-kal, és minden más madár 40%-kal kevesebbet sebesül. | 115 Snoutling                            |
| Red             | Templomos (Paladin)            | Mennybéli csapás: Támad a támadó-erejének 135%-ával. A legtöbbet sebesült madarat gyógyítja a sebzés 40%-ával. - Önfeláldozás: a kiválasztott madárra irányuló minden támadás a Paladin-t támadja, de a Paladin 35%-kal kevesebb sebesül.                                                       | 130 Arany                                |
| Red             | Bosszúálló (Avenger)           | Bosszú: Szinttől függően sebez. Ez a sebzés 2%-kal nő elvesztett 1% életenként. Merem!: Az összes ellenséget a célpontra uszítja, de a célpont 20%-kal kevesebb sebzést kap. | Szerezz 490 csillagot                    |
| Red             | Ronin (Ronin)                  | Támadás: Támad a támadó-erejének 125%-ával. Kényszeríti a célpontot, hogy Redet támadja 3 körig - Védelem: a célpont 2 körön keresztül 55%-kal kevesebbet sebesül. | Csak Japán Módon (iOS-sen)               |
| Red             | Kő őr (Stone Guard)            | Vad támadás: Kétszer támad a támadó-erejének 50%-ával. A célpont megkapja a madarakra kimért negatív hatások 150%-át. Ősi védelem: A célpont védve lesz 3 körön át. Aki megtámadja a célpontot, az 40%-ot veszít az erejéből 3 kör erejéig.                                                     | 260 Arany                                |
| Chuck           | Mágus (Mage)                   | Vihar: Minden malacot sebez a támadó-erejének 55%-ával. - Sokkoló pajzs: a kiválasztott madarat ellátja egy elektromos védelemmel három körig. A malacok akik eközben megtámadják, Chuck támadó-erejének 75%-ával sebződnek.                                                                    | -                                        |
| Chuck           | Villámmadár (Lightning bird)   | Energia elvonás: Támad a támadó-erejének 66%-ával. Minden malacot sebez. 65% eséllyel minden segítő hatást visszavon. Villámgyors: A célpont megtámad egy véletlenszerűen kiválasztott ellenfelet.                                                                                              | 115 Snoutling                            |
| Chuck           | Viharmadár (Rainbird)          | Savas eső: Minden malacot sebez a támadó-erejének 19%-ával. A következő 3 körben a malacok ráadásként Chuck támadó-erejének 34%-ával is sebződnek. Gyógyító eső: A célponttól elvesz minden káros hatást, és minden madár gyógyul Chuck életének 19%-ával.                                      | 200 Snoutling                            |
| Chuck           | Varázsló (Wizard)              | Lánc villámlás: Támad a támadó-erejének 100%-ával. A támadás három másik malacot is érint, de ők kevesebbet sebződnek. Felvillanyozás: A célpont megtámadása 5%-kal tölti fel a Düh Chilit, ezenkívül 20% eséllyel 1 körre kiüti a támadó malacot.                                              | 500 Snoutling                            |
| Chuck           | Mennydörgésmadár (Thunderbird) | Mennykőcsapás: Támad a támadó-erejének 49%-ával. A következő 3 körben a célpont pluszként megkapja a sebzés 25%-át. A Mennydörgés Dühe: Bármelyik madarat megtámadják, a támadó Chuck támadó-erejének 45%-ával sebződik.                                                                        | 260 Arany                                |
| Chuck           | Fény Mágus (Archmage)          | Vihar: Minden malacot sebez a támadó-erejének 61%-ával. - Sokkoló pajzs: a kiválasztott madarat ellátja egy elektromos védelemmel három körig. A malacok akik eközben megtámadják, Chuck támadó-erejének 83%-ával sebződnek.                                                                    | Google Play-i Nyári Ajándék (Androidban) |
| Chuck           | Bűvész (Illusionist)           | Táncoló szikra: Támad a támadó-erejének 80%-ával. A többi malac sebzésnek csak a 25%-át kapja meg. Tükörkép: Létrehozza a célpont pontos másolatát, ami 2 körig marad játékban. Amíg tart, a hasonmás az eredeti madár után támad, az előző sebzés 50%-ával.                                    | 260 Arany                                |
| Matilda         | Lelkész (Cleric)               | Gyógyító csapás: Támad a támadó-erejének 100%-ával. A sebzés 20%-a hozzáadódik a madarak életéhez. Gyógyító pajzs: Ha egy madár sebződik, minden madár a sebzés 15%-ával gyógyul. | -                                        |
| Matilda         | Druida (Druid)                 | Tüskés inda: Támad a támadó-erejének 35%-ával. A célpont ezután minden körben Matilda támadó-erejének 100%-ával sebződik. Újranövesztés: A kiválasztott madár Matilda életének 22%-ával, a többi madár Matilda életének 10%-ával gyógyulnak.                                                    | 200 Snoutling                            |
| Matilda         | Hercegnő (Princess)            | Királyi rendelet: Támad a támadó-erejének 125%-ával. A célpontot ráveszi a legnagyobb életű madár támadására. Királyi segély: Az összes negatív hatást leveszi a célpontról és gyógyítja is azt Matilda életének 30%-ával.                                                                      | 250 Snoutling                            |
| Matilda         | Bárd (Bard)                    | | 130 Arany                                |
| Matilda         | Papnő (Priestess)              | Angyali érintés: Kétszer lesújt a támadó-erejének 54%-ával.. Ha a madarak három körön belül ezt a célpontot támadják visszanyerik életük 10%-át. - Isteni kötődés: Csatlakozik egy madárhoz. A csatlakozott madarak megkapják a többi csatlakoztatott madár gyógyítását (kivéve a bájitalokat). | 2000 Snoutling                           |
| Matilda         | Hold Papnő (Moon Priestess)    | | Teljes Hold Ajándék (iOS-sen)            |
| Matilda         | Boszorkány (Witch)             | | 260 Arany                                |
| Bomb            | Kalóz (Pirate)                 | | -                                        |
| Bomb            | Tüzér (Cannoneer)              | | 250 Snoutling                            |
| Bomb            | Őrült (Berserker)              | | 500 Snoutling                            |
| Bomb            | Kapitány (Capt'n)              | Rablás: Az összes segítő hatást elveszi a célponttól és lesújt a támadó-erejének 90%-ával - Gyors munka: A madár megsebződik az életének 10%-ával, de a támadó-ereje 60%-kal nagyobb lesz. | 750 Snoutling                            |
| Bomb            | Tengeri Medve (Sea Dog)        | | 260 Arany                                |
| Bomb            | Félhő Kálóz (Corsair)          | | ?                                        |
| Bomb            | Jég Harcos (Frost Savage)      | | 260 Arany                                |
| Jim, Jake & Jay | Csalók (Tricksters)            | | -                                        |
| Jim, Jake & Jay | Tolvajok (Rogues)              | | 200 Snoutling                            |
| Jim, Jake & Jay | Íjászok (Marksmen)             | | 500 Snoutling                            |
| Jim, Jake & Jay | Kémek (Spies)                  | Füstbomba: A célpont meg lesz támadva a támadó-erejének 85%-ával, az összes többi pedig a 35%-ával. - Ujjongás: a madár megkapja az összes sebzésének amit a malacoknak okozott a 15%-át. | 300 Snoutling                            |
| Jim, Jake & Jay | Lesben állók (Skulkers)        | | 130 Arany                                |
| Jim, Jake & Jay | Kincsvadász (Treasure Hunters) | | 260 Arany                                |

## A történet
A történet a malacok palotájában kezdődik. A malackirály megbízza a herceget és a varázslót, hogy lopják el a madarak tojásait. A malacok csapata elindul és ellopja az öt darab madár-tojást. Azonban nem számítottak a madarak bosszújára...
Red, az első madár elindul, hogy visszaszerezze a tojásokat. Hamarosan eljut egy barlangba ahol kiszabadítja a második madarat: Chuckot, a Mágust. Chuck segítségével legyőzi a barlangban az összes malacot és eljut a malacok első tornyába ahol megküzd a Malacherceggel az első tojásért. A Malacherceget le is győzi és a tojást elveszi, de az utolsó pillanatban a Malacherceg kereket old.
A két madár követi a malacherceget. Hamarosan elérnek egy különös kertbe. Kiderül, hogy ez a kert Matildáé, a fehér madáré, de ő bajban van a malacok miatt. A két hős kiszabadítja Matildát, és nem sokkal később Malacprofesszort is.
A madarak mennek tovább, de zsákutcába jutnak: nem képesek követni a malacokat a tengeren. Ekkor feltűnik a segítség: egy fekete madár, Bomb érkezik egy gyönyörű hajón. A madarak épp felszállnának amikor egy csapat kalóz lerohanja őket és ellopja a hajó kormánykerekét. A madarak (immár Bombbal kiegészülve) követik a Kapitányt és egy rövid harc után visszaszerzik a kormányt, amelyet visszaszerelnek a hajóba, majd tengeri útra kelnek.
A tengeren meglátják a kék madarak, Jim, Jake & Jay hajóját. Oda akarnak hajózni hozzájuk, mert a kékeknél van egy kulcs amellyel kinyithatóak a malacok sárga kapui. Igen ám de ekkor feltűnik a királyi flotta a Malacherceg vezetésével és Jim-ék hajóját körbeveszik. A madárcsapat rájuk támad és egy tengeri csata után elűzik a malacokat. A kékek hálából csatlakoznak hozzájuk és követik a malacokat a különleges sivatag-szigetre. Itt újra megküzdenek a malacokkal, köztük egy adag múmiával és le is győzik de csak egy tojást tudnak visszaszerezni: feltűnik a varázsfelhőn repülő Varázslómalac és a maradék három tojást magával viszi a Csillag-Korallzátonyra.
A madarak elindulnak a Csillag-Korallzátony felé, át a dzsungelen. A dzsungelben átverekedik magukat a bennszülött malacok hordáin, és elérnek a Csillag-Korallzátonyra. A Csillag-Korallzátonyon azonban már várnak rájuk: Élőholtak egész hadserege állja el útjukat. A madarak sikeresen veszik az akadályt és eljutnak az Élőholtak Tornyáig. Itt rájuk támad a Varázslómalac, de ők megküzdenek vele és visszaszerzik a harmadik tojást. Itt azt hiszik, hogy a Varázslómalac már halott, de hirtelen felpattan és magával viszi a maradék két tojást.
A madarak követik, de hirtelen füst veszi őket körül, nindzsák tűnnek fel és elragadják Bombot, Redet és Chuck-ot. A kékek és Matilda megküzd a nindzsákkal és kiszabadítja Bombot és Chuck-ot, Redet elviszik. A madarak megkérik a Malacprofesszort, hogy segítsen. Átszereli a hajójukat léghajóvá így a madarak felrepülnek, kiszabadítják Redet, és felmennek a hegy tetejére, majd itt a Varázslómalac-Malacherceg párossal vívnak küzdelmet. Végül a madarak győzelmet aratnak és a malacok visszavonulnak a végső búvóhelyükre: a Malacvárosba. Malackirály szomorú, hogy csak egy tojást hoztak neki.
Útközben a város felé találkoznak a hatalmas sassal, aki fegyvereket árul. Red oda akart menni, de a sas útját állta, és azt mondta, csak akkor ad nekik fegyvert, ha elhozzák neki a híres Excaliburt.
A madárcsapat ezután áttör a malacvároshoz vezető úton, azonban a város őre az útjukat állja. Ez a zöld förtelem meg akarja akadályozni a madarakat tervükben, de a madarak ellátják a baját. A madarak áttörnének a város falán, de meglátják a malacok katapultjait, így inkább vízi úton támadnak. Igen, ám, de a vízen is verve vannak: a malacok aknákkal kerítették be a várost, így a madarak kénytelenek más megoldás után nézni. A Malacprofesszor elküldi őket az ingoványon át a tengeralattjáróhoz, mely segítségével bejutnak Malacvárosba. Ott betörnek a Malackirály palotájába, ahol a katonákon és Varázsló-tanoncokon átküzdve magukat megérkeznek a trónterembe, hogy legyőzzék a Malackirályt. De itt csapdába futnak: a Malacherceg és a Varázslómalac már vár rájuk. Itt hosszas küzdelem után végül megszerzik az utolsó tojást. Azonban hirtelen a Varázslómalac ellopja a tojást Malackirály koronájával együtt.
A madarak le akarták győzni, de a VarázslóMalac öt elemi MalacMágust varázsol maga köré, akik egy erőteret alkotnak varázserejükkel, és amíg egy is életben van a pajzs kitart. Mindet legyőzve bejutnak a várba. A VarázslóMalac már várta őket. Viszont a Malacherceg segít nekik és legyőzik. A koronát visszavitték Malackirálynak. A történet itt lezárul és megnyílik a Krónikás barlang (Chronicle Cave), ahol még lehetőség van harcolni.
És a sas amikor megkapta az Excaliburt, eltüntette, és azt mondta, nem az kell, hogyan akarják megszerezni, ha nem meg szeretnék-e csinálni.

### Az Excalibur
Az Excalibur a Malacvárostól (Pig City) nyugatra van. Az ide eljutáshoz szükséges egy tengeralattjáró. Főellensége a kard szelleme (sword spirit). Amikor megszerezzük, egy új árust kapunk, Büszke Sast (Mighty Eagle) ahol mesterség pontokat vásárolhatunk minden heti arany malac jegy után -2% snoutling-ot kell fizetnünk.

### Terence bajnoksága
A madarak minden kalandját végigkövette valaki: Terence nagyúr, a Bajnokság vezetője, aki amikor látja, hogy a madarak elintézik a gonoszokat meghívja őket az általa vezetett Bajnokságba. A meghívást a madarak természetesen elfogadják, és így lehetőségük lesz megküzdeni sok más veszélyes ellenféllel. 6 csoportosítás van: 6. fa 5. kő 4. vas 3. arany 2. platinum 1. gyémánt. Minden héten 3 játékos egy csoportosítással feljebb lép viszont az utolsó 3 játékos vissza kerül 1 csoportosítást. Ezenkívül még a hét végén mindenki pörgethet nyereményért ez lehet zászló dísz és minta. A pontokat harcokért lehet szerezni minden nap 3 küldetés elérhető melyekért 1000 pont kapsz ha pedig az összeset megcsinálod 3000 pontot kapsz.

### Krónikás barlang
A madarak sok kaland után eljutottak a barlangba, ahol lehet még harcolni.